# Kibawe
Kibawe is een gemeente in de Filipijnse provincie Bukidnon op het eiland Mindanao. Bij de laatste census in 2007 had de gemeente ruim 35 duizend inwoners.
Kibawe is de geboorteplaats van Manny Pacquiao.

## Geografie

### Bestuurlijke indeling
Kibawe is onderverdeeld in de volgende 23 barangays:
| - Balintawak - Bukang Liwayway - Cagawasan - East Kibawe - Gutapol - Kiorao - Kisawa - Labuagon - Magsaysay - Marapangi - Mascariñas - Natulongan | - New Kidapawan - Old Kibawe - Palma - Pinamula - Romagooc - Sampaguita - Sanipon - Spring - Talahiron - Tumaras - West Kibawe |

## Demografie
Kibawe had bij de census van 2007 een inwoneraantal van 35.213 mensen. Dit zijn 2.258 mensen (6,9%) meer dan bij de vorige census van 2000. De gemiddelde jaarlijkse groei komt daarmee uit op 0,92%, hetgeen lager is dan het landelijk jaarlijks gemiddelde over deze periode (2,04%). Vergeleken met de census van 1995 is het aantal mensen met 4.430 (14,4%) toegenomen.

De bevolkingsdichtheid van Kibawe was ten tijde van de laatste census, met 35.213 inwoners op 304,13 km², 115,8 mensen per km².

## Geboren in Kibawe
- Manny Pacquiao (17 december 1978), professioneel bokser en politicus